# Saint-Symphorien-de-Mahun
Saint-Symphorien-de-Mahun település Franciaországban, Ardèche megyében. Lakosainak száma 117 fő (2022. január 1.). Saint-Symphorien-de-Mahun Lalouvesc, Saint-Julien-Vocance, Saint-Pierre-sur-Doux, Satillieu és Vocance községekkel határos.

## Népesség
A település népessége az elmúlt években az alábbi módon változott:
| Lakosok száma | 254  | 174  | 150  | 133  | 144  | 127  | 120  | 120  | 119  | 117  |
|               | 1968 | 1982 | 1990 | 2006 | 2013 | 2015 | 2017 | 2019 | 2020 | 2022 |